# Sturnia
Sturnia este un gen de grauri din familia Sturnidae.

## Taxonomie
Genul Sturnia a fost introdus în 1837 de naturalistul francez René Lesson. El a desemnat specia tip ca fiind Pastor elegans. Acesta este un sinonim junior al lui Oriolus sinensis (Gmelin, 1778. Denumirea genului provine din latinescul sturnus care înseamnă „graur”.
Un studiu din 2008 plasează următoarele specii în cadrul acestui gen.
| Imagine | Denumire științifică | Nume comun           | Distribuție                                     |
| ------- | -------------------- | -------------------- | ----------------------------------------------- |
|         | Sturnia sinensis     | Graur cu umăr alb    | sudul Chinei și nordul Vietnamului              |
|         | Sturnia malabarica   | Graur cu cap cenușiu | India și Asia de Sud-Est                        |
|         | Sturnia blythii      |                      | sud-vestul Indiei                               |
|         | Sturnia erythropygia | Graur cu cap alb     | Insulele Andaman și Nicobar                     |
|         | Sturnia pagodarum    |                      | Nepal și India, vizitator de iarnă în Sri Lanka |